# Józef (postać biblijna)

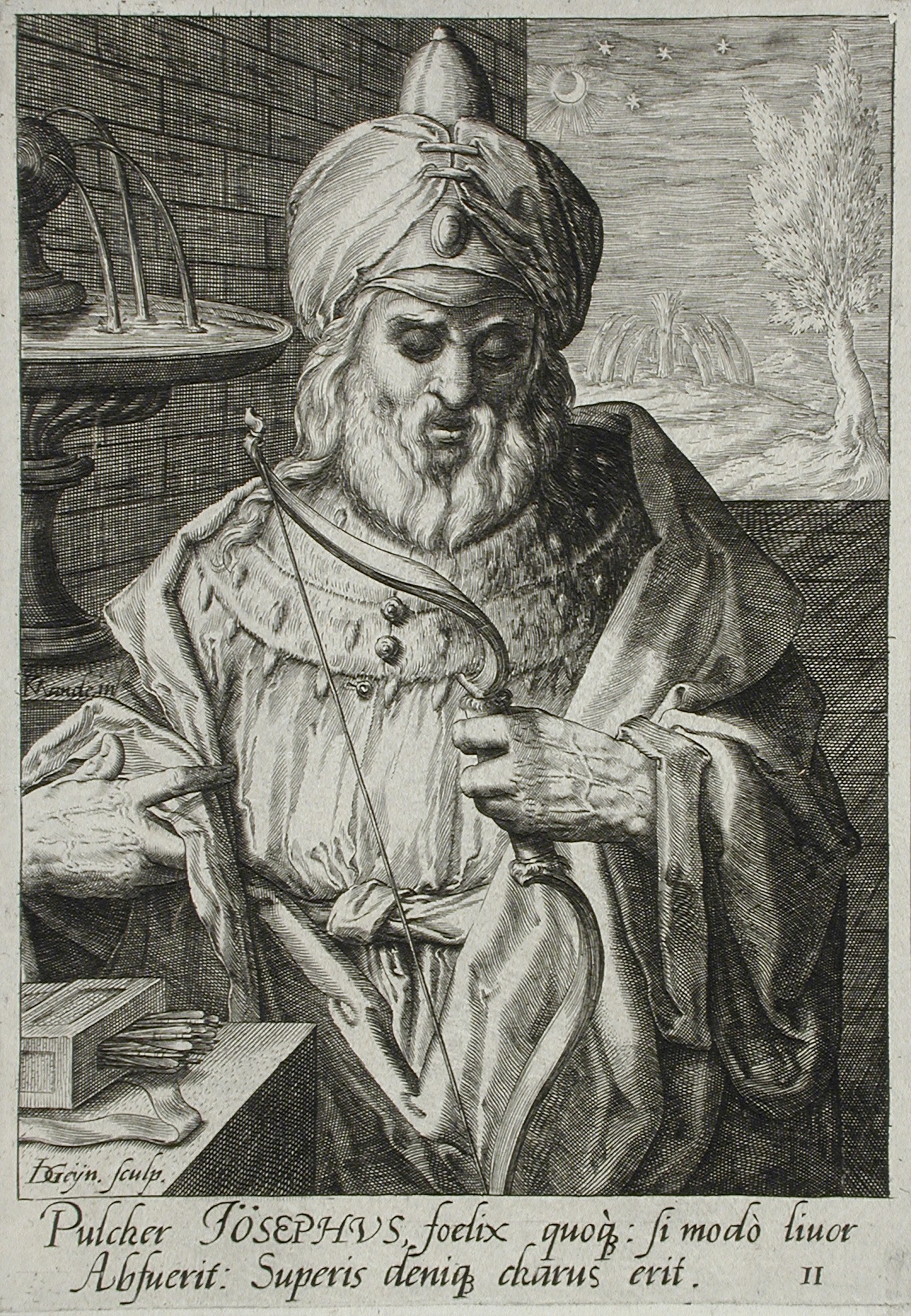
Józef – jeden z cyklu 12 obrazów Jacoba de Gheyna II, malarza i rytownika holenderskiego

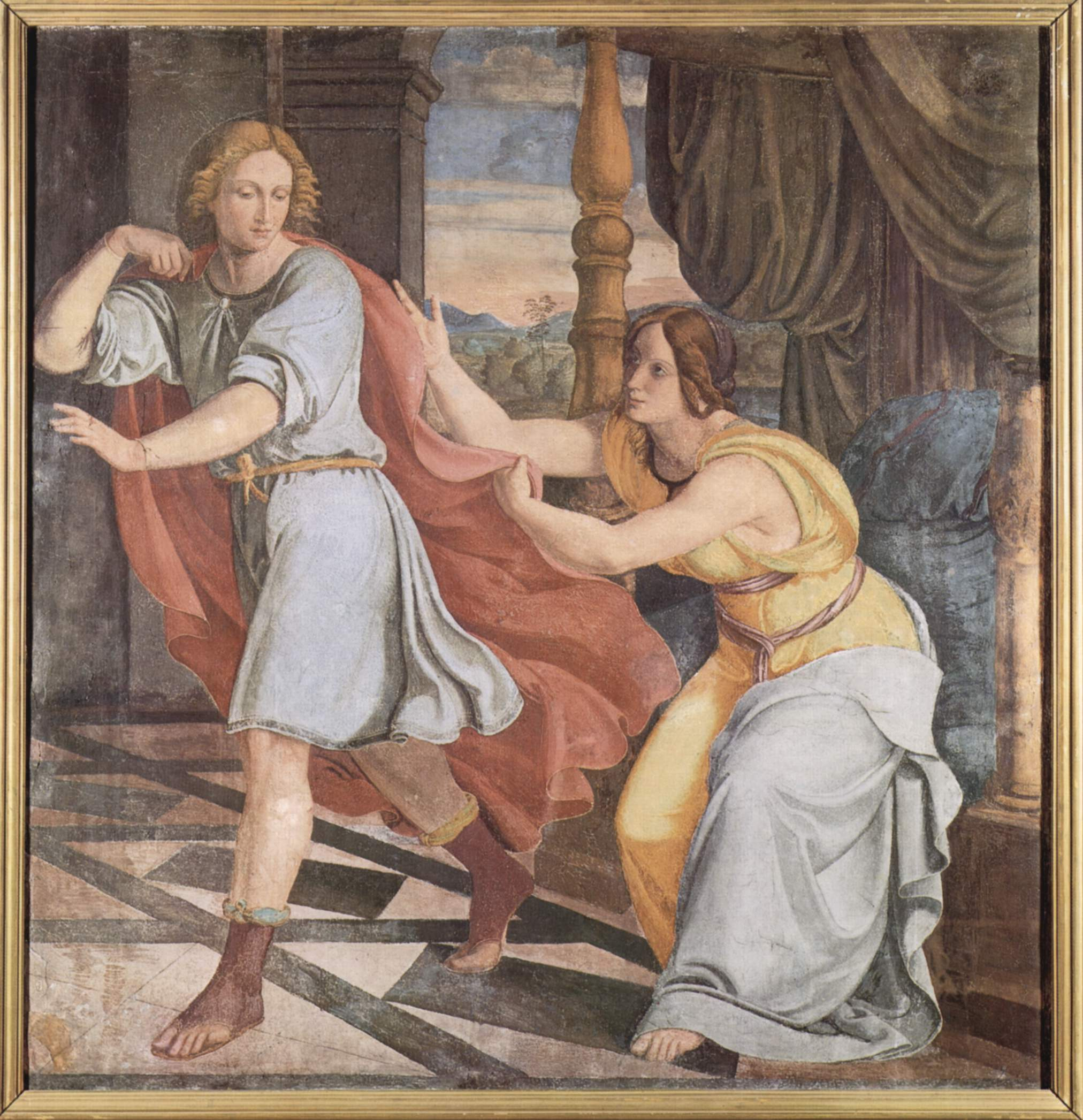
Józef, Philipp Veit

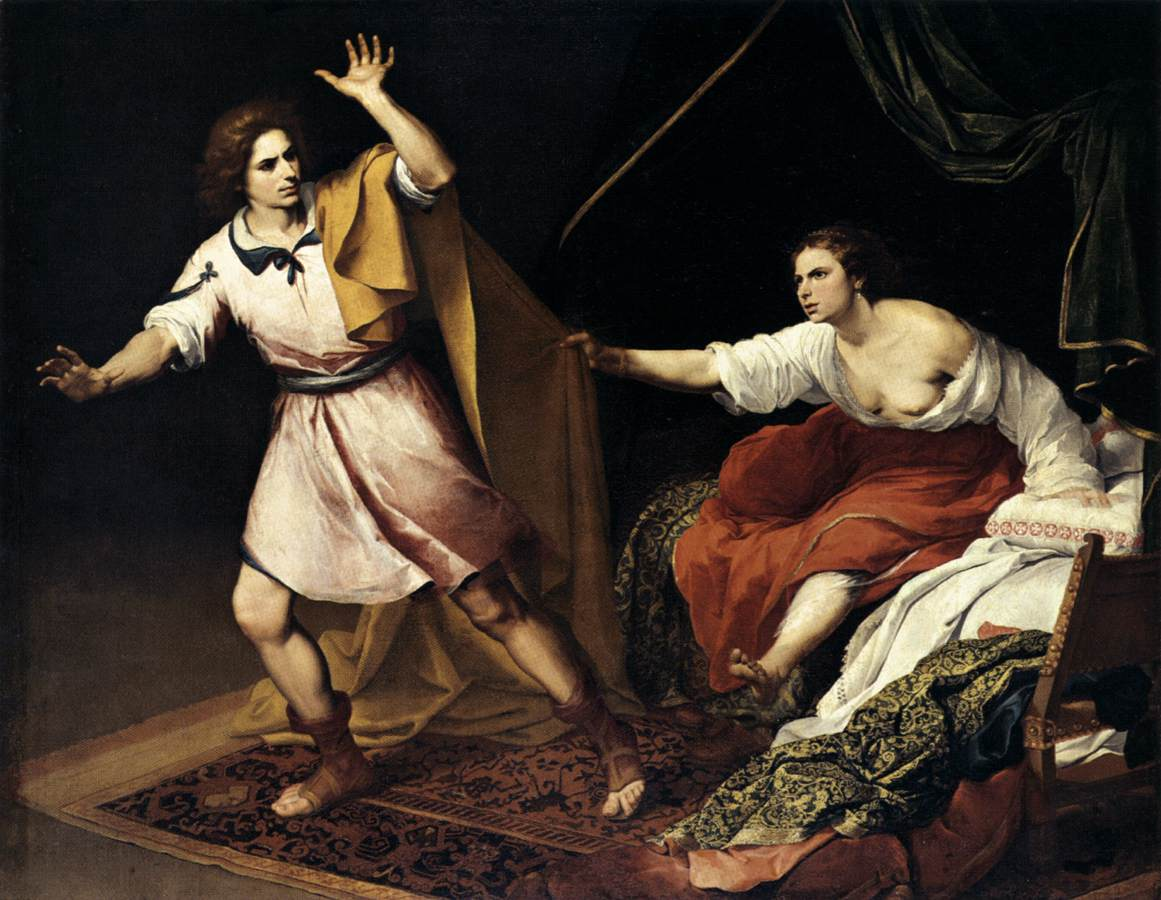
Józef i żona Potifara (obraz Murilla)

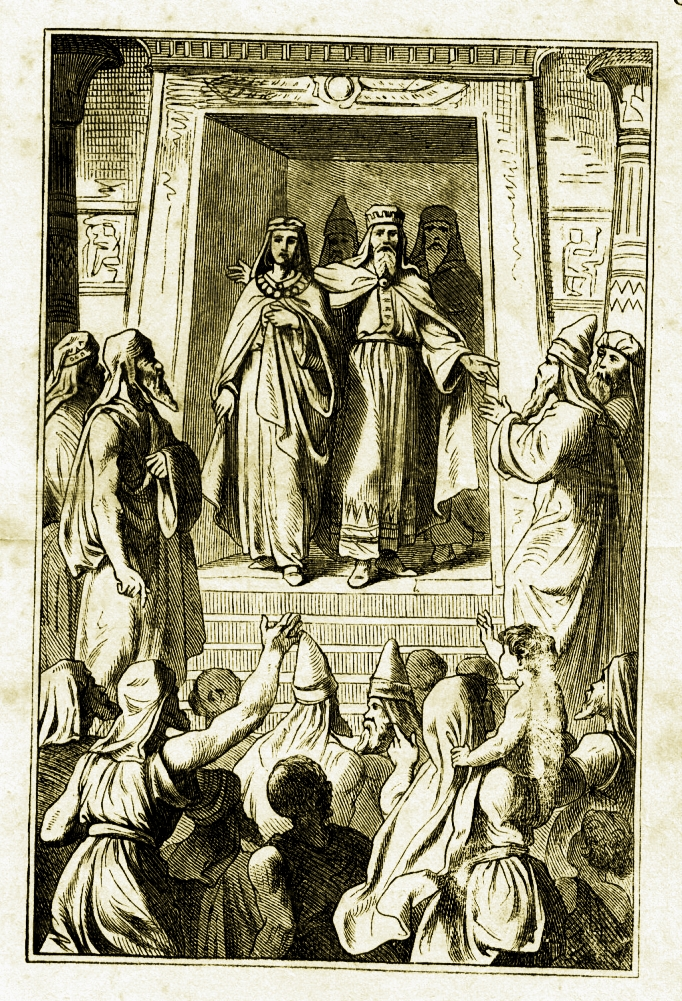
„Wywyższenie Józefa”. Rycina ze schrobenhausenowskiego warsztatu Carla Poellath

Józef, Józef Egipski (hebr. יוֹסֵף; arab. يوسف Jusuf, skrócona forma imienia Josifiasz: [oby] Jah dodał [pomnożył]) – patriarcha biblijny, syn Jakuba i Racheli (Jakub i Rachela byli stryjecznym rodzeństwem), według Biblii żył 110 lat. Jego historia jest opisana jedynie w Księdze Rodzaju, nie ma potwierdzenia w źródłach egipskich. Jednakże biblijny opis dostarcza spójnych i zbieżnych informacji z faktami historycznymi na temat okresu, na który datuje się pobyt Józefa w Egipcie takich jak cena niewolnika czy panujący władcy. Znamiennym faktem, który jest jednym z silnych dowodów potwierdzających pobyt Józefa w Egipcie, jest znalezisko w Muzeum Egipskim w Kairze. Badacze z zespołu Sa’ida Muhammada Thabeta, prowadzący prace inwentaryzacyjne w muzeum, twierdzą, że odkryli monety z imieniem i wizerunkiem biblijnego patriarchy. Ich zdaniem mogą one pochodzić z czasów, kiedy Józef żył w Egipcie, co jednak spotyka się ze sceptycznymi komentarzami.

## Historia biblijna
Rdz 37–Rdz 50
Jako ukochany syn był znienawidzony przez swych braci, gdyż „donosił [Józef] ojcu ich, co o nich mówiono złego”. Ojciec kochał go „najbardziej ze wszystkich synów [...], ponieważ urodził mu się na starość” (a także dlatego, gdyż był synem ukochanej żony Jakuba, Racheli), podarował mu „długą szatę z rękawami”, a na dodatek Józef miał kiedyś dwa sny, które dobitnie sugerowały, że bracia (w drugim śnie również ojciec i matka) mu się pokłonią (co mimo wszystko ostatecznie niemal w całości się sprawdziło).
Bracia chcieli go zabić, kiedy przyszedł do nich, wysłany przez ojca, podczas wypasania owiec w okolicach Sychem, jednak najstarszy przyrodni brat Ruben do tego nie dopuścił.
Ostatecznie, za namową Judy sprzedali go w niewolę Izmaelitom, donosząc ojcu, że został zabity przez dzikie zwierzę. Został sprzedany do Egiptu, gdzie stał się niewolnikiem Potifara (Putyfara) – dowódcy straży przybocznej faraona. W niedługim czasie Józef został przez niego uczyniony zarządcą całego majątku.
Żona Potifara, kiedy nie udało jej się uwieść Józefa, oskarżyła go fałszywie o próbę gwałtu, co zaprowadziło go do więzienia. Tam zasłynął trafną interpretacją snów współwięźniów przepowiadając jednemu z nich (podczaszemu) powrót do dawnych godności, a drugiemu (nadwornemu kucharzowi) śmierć.
Pewnej nocy faraon miał we śnie tajemniczą wizję siedmiu krów tłustych i siedmiu krów chudych oraz siedmiu kłosów pełnych i siedmiu pustych. Wtedy podczaszy przypomniał sobie Józefa, wezwano więc go na dwór, gdzie wyjaśnił, że krowy symbolizują lata dobrych zbiorów i nieurodzajów, a powtórzony motyw w drugim śnie oznacza, iż stanie się to niebawem. Zaproponował też władcy gromadzenie zapasów żywności w oczekiwaniu na siedem lat nieurodzajów. Faraon ustanowił wtedy Józefa zarządcą całego Egiptu, nadając mu imię Safnat Penaech. Józef ożenił się z córką egipskiego kapłana Potifery, Asenat (z którą miał dwóch synów: Efraima i Manassesa).
Józef zgromadził podczas siedmiu lat dobrych zbiorów znaczne zapasy zboża, które później sprzedawał w latach głodu. Głód zmusił też jego ojca, Jakuba, do wysłania dziesięciu synów do Egiptu w celu nabycia zboża. Józef początkowo oskarżył ich o szpiegostwo i uwięził Symeona, ale przy drugiej wizycie dał się poznać i przebaczył swoim braciom. Następnie sprowadził ojca i całą rodzinę do Egiptu. Józef w okresie głodu wykupił dla faraona większość ziem, bydła i innego majątku. W wyniku tego większość niegdysiejszych właścicieli ziemskich, pozbawionych możliwości samodzielnego utrzymania się, oddała się w niewolę faraona. Zmarł mając 110 lat i został zabalsamowany.
Grób Józefa znajduje się zgodnie z tradycją w ruinach miasta Sychem (okolice obecnego miasta Nablus).

## Nawiązania
Opis biblijny stał się podstawą następnych historii funkcjonujących w kulturze żydowskiej. Niektóre z nich odbiegają od pierwotnej. Artapanos, Żyd z Aleksandrii, tworząc własną, odbiegającą od biblijnej, historię Mojżesza, opisał również egipskie losy Abrahama i Józefa. Według niego Józef, przejrzawszy spisek braci, sam udał się do Arabów i za ich pośrednictwem na dwór faraona. Wątek niewoli jest u Artapanosa całkowicie pominięty. Józef jako wielkorządca Egiptu miał usprawnić rolnictwo, sprawiedliwie podzielić ziemię i wynaleźć miary, zapisując się w pamięci Egipcjan.
Również w diasporze żydowskiej w hellenistycznym Egipcie powstał romans Józef i Aseneth. Zgodnie z zasadami gatunku, przedstawia on wyidealizowany obraz bohaterów tytułowych, którzy zakochują się w sobie od pierwszego wejrzenia. Dla Józefa jednak przeszkodą była obca religia Asenat. W związku z tym Asenat przyjęła religię Józefa, a on wreszcie mógł się z nią ożenić. W dalszej części romansu zazdrosny o Asenat syn faraona knuje przeciwko Józefowi, oszukując jego braci, jednak ginie. W tej wersji historii faraon usynowił Józefa. Sam apokryf był natomiast głosem w debacie, czy wyznawcy judaizmu mogą wiązać się z innowiercami, jak też wzorcem konwersji dla tych drugich. Historia miłości Józefa i Asenat prowadzącej do jej nawrócenia była rozwijana w kolejnych wiekach. Jedną z jej wersji jest Istoryja o świętym Jozefie, patryjarsze Starego Zakonu, którego byli bracia zaprzedali. Historia biblijnego Józefa została także ukazana w monumentalnej powieści Tomasza Manna Józef i jego bracia.
Motywy z życia Józefa podejmowane były przez różnych artystów. Wśród nich był Rembrandt, który namalował obraz Józef i żona Potifara, mający drugą wersję, prawdopodobnie kopię wykonaną przez jednego z jego uczniów.
Historię Józefa przedstawia także musical Józef i cudowny płaszcz snów w technikolorze.

## Datowanie
Według chronologii biblijnej czasy Józefa przypadałyby na okres władzy Senusereta III. Alfred Tschirschnitz datuje przybycie Józefa do Egiptu na ok. 1660 p.n.e., a więc na czas Drugiego Okresu Przejściowego. Egipt znajdował się wówczas pod panowaniem Hyksosów, którzy chętnie otaczali się przybyszami z Syropalestyny. Innym argumentem przemawiającym za takim datowaniem jest sugerowana przez Biblię niewielka odległość stolicy od ziemi Goszen. Warunek ten spełnia jedynie Awaris.